# Sparbarus lacustris
Sparbarus lacustris är en dagsländeart som först beskrevs av James George Needham 1918.  Sparbarus lacustris ingår i släktet Sparbarus och familjen slamdagsländor. Inga underarter finns listade i Catalogue of Life.